# Lupii nopții

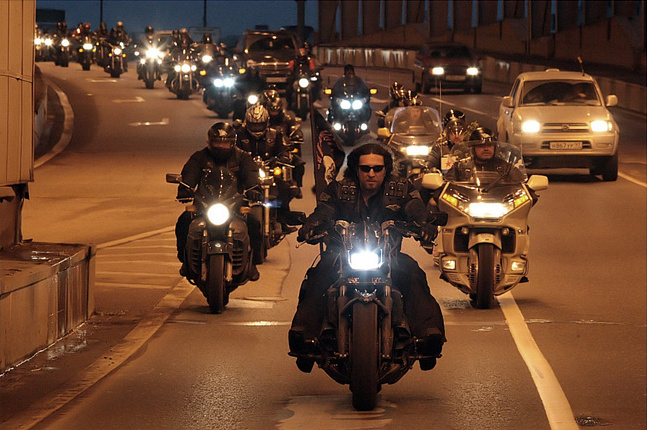
Lupii nopții

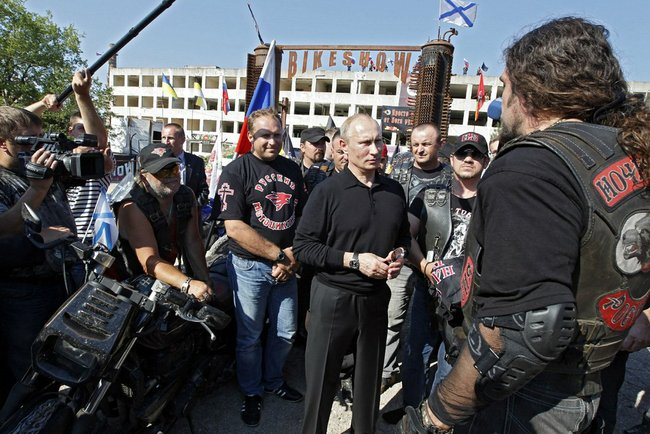
Vladimir Putin alături de Lupii nopții

Lupii nopții (rusă Ночные Волки, trans. Nocinîe Volki) sunt un club rus de motociclism. Clubul a apărut, informal, la Moscova în perioada de perestroika. Astăzi clubul are diverse filiale în Rusia și alte state post-sovietice.
La începutul lui 2014, Lupii nopții s-au implicat alături de cazacii de pe Don și partidul pro-rus Unitatea rusă în protestele civile din Crimeea pentru a apăra populația rusă din regiune de ceea ce ei numeau "naziștii și bandiții din Kiev" (cu referire la Euromaidan). De altfel clubul menține relații cordiale cu președintele rus Vladimir Putin.